# Angol női labdarúgó-bajnokság (első osztály)
A Women's Super League az angol női labdarúgás legmagasabb szintű versenysorozata, melyet 2010 óta rendeznek meg hivatalosan.

## Története
A női labdarúgás első gyökerei 1917-re nyúlnak vissza Angliában a Dick, Kerr Ladies FC létrejöttével. A komoly érdeklődést kiváltott mérkőzéseket évente négy alkalommal, átlagosan négyezres közönség előtt rendezték, bár az 1920-as St. Helen's Ladies elleni találkozón 53 000 lelkes szurkoló gyűlt össze a liverpooli Goodison Parkban. Az eseményt követően az FA ötven évre megtiltotta a női rendezvények megrendezését és kisebb nézőterekre szorította a hölgyeket. 1971-ben a szigorítások lejártával keltették életre az első női kupasorozatot, melynek létszáma évről-évre több klub nevezésével bővült és elkerülhetetlenné vált egy nemzeti bajnokság létrehozása.

### Women's National League (1991–2010)
1991-ben nyolc csapat részvételével rendezték meg az első hivatalos női labdarúgó-bajnokságot a szigetországban. A Doncaster Rovers Belles sikerével zárult első évad után tízre bővült a részt vevők száma. 2010-ig
a londoni Arsenal együttese szinte egyeduralkodóvá vált, a klubok közötti különbségeket pedig egy újjászervezett bajnokságban képzelték megszüntetni.

### Women's Super League (2011–)
Az anyaegyesületekkel és komoly befektetők által támogatott WSL-t 2011-ben hozta létre az FA nyolc alapító csapat (Arsenal, Birmingham City, Bristol Academy, Chelsea, Doncaster Rovers Belles, Everton, Lincoln Ladies és a Liverpool) közreműködésével.

## A bajnokság csapatai

### Csapatok adatai
| Klub                   | Település                    | Stadion              | Férőhely |
| ---------------------- | ---------------------------- | -------------------- | -------- |
| Arsenal                | London, Borehamwood          | Meadow Park          | 4 502    |
| Aston Villa            | Walsall                      | Bescot Stadion       | 11 000   |
| Brighton & Hove Albion | Crawley                      | Broadfield Stadion   | 6 134    |
| Chelsea                | London, Kingston upon Thames | Kingsmeadow          | 4 850    |
| Everton                | Liverpool                    | Walton Hall Park     | 2 200    |
| Leicester City         | Quorn                        | Farley Way Stadion   | 1 400    |
| Liverpool              | Birkenhead                   | Prenton Park         | 16 547   |
| London City Lionesses  | London, Bromley              | Hayes Lane           | 5 000    |
| Manchester City        | Manchester                   | Joie Stadion         | 7 000    |
| Manchester United      | Manchester                   | Leigh Sports Village | 12 000   |
| Tottenham Hotspur      | London, Barnet               | The Hive Stadion     | 6 500    |
| West Ham United        | London, Romford              | Victoria Road        | 6 078    |

## Bajnokok
Az alábbi táblázat az 1988 óta megrendezésre kerülő angol női bajnokságok érmeseit tartalmazza.
| WFA National League Premier Division     |    |                         |    |                         |    |                         |    |                                             |
| 1991–92                                  | 8  | Doncaster Rovers Belles | 28 | Red Star Southampton    | 21 | Wimledon                | 18 | Karen Walker (Doncaster Rovers Belles) (36) |
| 1992–93                                  | 10 | Arsenal                 | 34 | Doncaster Rovers Belles | 32 | Knowsley United         | 23 |                                             |
| 1993–94                                  | 10 | Doncaster Rovers Belles | 49 | Arsenal                 | 45 | Knowsley United         | 41 |                                             |
| Women's Premier League National Division |    |                         |    |                         |    |                         |    |                                             |
| 1994–95                                  | 10 | Arsenal                 | 52 | Liverpool               | 39 | Doncaster Rovers Belles | 38 |                                             |
| 1995–96                                  | 10 | Croydon                 | 44 | Doncaster Rovers Belles | 44 | Arsenal                 | 37 |                                             |
| 1996–97                                  | 10 | Arsenal                 | 49 | Doncaster Rovers Belles | 41 | Croydon                 | 31 | Joanne Broadhurst (Arsenal) (21)            |
| 1997–98                                  | 10 | Everton                 | 43 | Arsenal                 | 40 | Doncaster Rovers Belles | 38 |                                             |
| 1998–99                                  | 10 | Croydon                 | 46 | Arsenal                 | 43 | Doncaster Rovers Belles | 33 |                                             |
| 1999–2000                                | 10 | Croydon                 | 47 | Doncaster Rovers Belles | 46 | Arsenal                 | 41 |                                             |
| 2000–01                                  | 10 | Arsenal                 | 52 | Doncaster Rovers Belles | 45 | Charlton Athletic       | 35 |                                             |
| 2001–02                                  | 10 | Arsenal                 | 49 | Doncaster Rovers Belles | 41 | Charlton Athletic       | 31 |                                             |
| 2002–03                                  | 10 | Fulham                  | 49 | Doncaster Rovers Belles | 41 | Arsenal                 | 40 |                                             |
| 2003–04                                  | 10 | Arsenal                 | 47 | Charlton Athletic       | 46 | Fulham                  | 44 |                                             |
| 2004–05                                  | 10 | Arsenal                 | 48 | Charlton Athletic       | 41 | Everton                 | 37 | Trudy Williams (Bristol Rovers) (20)        |
| 2005–06                                  | 10 | Arsenal                 | 50 | Everton                 | 44 | Charlton Athletic       | 39 | Kelly Smith (Arsenal) (18)                  |
| 2006–07                                  | 12 | Arsenal                 | 66 | Everton                 | 52 | Charlton Athletic       | 50 | Lianne Sanderson (Arsenal) (29)             |
| 2007–08                                  | 12 | Arsenal                 | 62 | Everton                 | 57 | Leeds United            | 40 | Lianne Sanderson (Arsenal) (25)             |
| 2008–09                                  | 12 | Arsenal                 | 61 | Everton                 | 61 | Chelsea                 | 50 | Kelly Smith (Arsenal) (25)                  |
| 2009–10                                  | 12 | Arsenal                 | 61 | Everton                 | 50 | Chelsea                 | 49 | Kim Little (Arsenal) (17)                   |

| Women's Super League |    |                 |    |                   |    |                   |    |                                                                  |
| 2011                 | 8  | Arsenal         | 32 | Birmingham City   | 29 | Everton           | 25 | Rachel Williams (Birmingham City) (14)                           |
| 2012                 | 8  | Arsenal         | 34 | Birmingham City   | 26 | Everton           | 25 | Kim Little (Arsenal) (11)                                        |
| 2013                 | 8  | Liverpool       | 36 | Bristol City      | 31 | Arsenal           | 30 | Natasha Dowie (Liverpool) (13)                                   |
| 2014                 | 8  | Liverpool       | 26 | Chelsea           | 26 | Birmingham City   | 25 | Karen Carney (Birmingham) (8)                                    |
| 2015                 | 8  | Chelsea         | 32 | Manchester City   | 30 | Arsenal           | 27 | Beth Mead (Sunderland) (12)                                      |
| 2016                 | 9  | Manchester City | 42 | Chelsea           | 37 | Arsenal           | 32 | Eniola Aluko (Chelsea) (9)                                       |
| 2017 (tavaszi)       | 9  | Chelsea         | 19 | Manchester City   | 19 | Arsenal           | 18 | Fran Kirby (Chelsea) (6)                                         |
| 2017–18              | 10 | Chelsea         | 44 | Manchester City   | 38 | Arsenal           | 37 | Ellen White (Birmingham City) (15)                               |
| 2018–19              | 11 | Arsenal         | 57 | Manchester City   | 47 | Chelsea           | 42 | Vivianne Miedema (Arsenal) (22)                                  |
| 2019–20              | 12 | Chelsea         | 39 | Manchester City   | 40 | Arsenal           | 36 | Vivianne Miedema (Arsenal) (16)                                  |
| 2020–21              | 12 | Chelsea         | 57 | Manchester City   | 55 | Arsenal           | 48 | Sam Kerr (Chelsea) (21)                                          |
| 2021–22              | 12 | Chelsea         | 56 | Arsenal           | 55 | Manchester City   | 44 | Sam Kerr (Chelsea) (20)                                          |
| 2022–23              | 12 | Chelsea         | 58 | Manchester United | 56 | Arsenal           | 47 | Rachel Daly (Aston Villa) (22)                                   |
| 2023–24              | 12 | Chelsea         | 55 | Manchester City   | 55 | Arsenal           | 50 | Khadija Shaw (Manchester City) (21)                              |
| 2024–25              | 12 | Chelsea         | 60 | Arsenal           | 48 | Manchester United | 44 | Alessia Russo (Arsenal) (12) Khadija Shaw (Manchester City) (12) |

### Klubonként
| Klub                    | Régió/Megye         | Település   | Bajnok | Második | Győztes évek |
| ----------------------- | ------------------- | ----------- | ------ | ------- | --- |
|                         |                     |             |        |         | |
| Arsenal                 | London              | Borehamwood | 15     | 5       | 1992–93, 1994–95, 1996–97, 2000–01, 2001–02, 2003–04, 2004–05, 2005–06, 2006–07, 2007–08, 2008–09, 2009–10, 2011, 2012, 2018–19 |
| Chelsea                 | London              | London      | 8      | 2       | 2015, 2017, 2017–18, 2019–20, 2020–21, 2021–22, 2022–23, 2023–24, 2024–25                                                       |
| Charlton Athletic       | London              | London      | 3      | 2       | 1995–96, 1998–99, 1999–2000 |
| Doncaster Rovers Belles | Dél-Yorkshire       | Doncaster   | 2      | 7       | 1991–92, 1993–94 |
| Liverpool               | Merseyside          | Liverpool   | 2      | 1       | 2013, 2014 |
| Manchester City         | Manchester          | Manchester  | 1      | 7       | 2016 |
| Everton                 | Merseyside          | Liverpool   | 1      | 5       | 1997–98 |
| Fulham                  | London              | Borehamwood | 1      | 0       | 2002–2003 |
| Manchester United       | Manchester          | Manchester  | 0      | 1       | – |
| Birmingham City         | Nyugat-Közép-Anglia | Solihull    | 0      | 1       | – |
| Bristol City            | Gloucestershire     | Bristol     | 0      | 1       | – |
| Red Star Southampton    | Hampshire           | Southampton | 0      | 1       | – |